# Líbiai-sivatag
A Líbiai-sivatag egy földrajzi régió, amely kitölti a Szahara északkeleti részét. A francia és más földrajzi irodalomban el is különül a Szaharától. Szélsőséges időjárású, alapvetően homok- és kősivatag (hamada). Északi részét mészkő borítja, délebbre haladva a mészkő eltűnik, és különböző korú homokkőrétegek építik fel. Központi részén a homokkő alól már előbukkannak kristályos kőzetek is.

## Kiterjedése
Területén Líbia, Egyiptom és Szudán osztozik.
Körülbelül 1 300 000 négyzetkilométer területet foglal el, keletről nyugatra körülbelül 1100 km-re, északról délre pedig kb. 1000 km-re terjed ki. 
Határai:
- Északi határa párhuzamosan fut a Földközi-tenger partvonalával (a Szirti-öbölben el is éri a tengerpartot),
- keleti határa a Nílus völgye,
- déli határa a Száhil öv,
- nyugaton nagyjából Líbia közepéig terjed.

## Domborzat
Szintje a tengerparttól fokozatosan emelkedik, középső területén, Egyiptom déli határán már átlagban 6-700 méteres magasságot ér el.
Legmagasabb pontja az Uveinat-hegység, ami 1934  méter magas. Tőle északnyugatra kb. 40  km-re, Líbiában emelkedik a kb. 1400  méter magas Arkenu, míg tőle délre Szudánban a Kissu. Középső vidékén, Egyiptomban az 1000  méter magas Gilf Kebir-fennsík terül el. Ettől északra a Nagy-homoktenger kb. két magyarországnyi homokvidéke fekszik, ami egy keskenyebb átjáróval csatlakozik a Líbiában fekvő Calanscio-homoktengerhez. Északi részén található a Kattara-mélyföld, délkeleten pedig a Szelima-homoksíkság fekszik.

## Víz- és csapadékviszonyok
A Szahara nyugati részével összehasonlítva sokkal szárazabb, a vízlelőhelyek száma a Nyugat-Szaharához képest elenyésző. A Gilf Kebirben nincs forrás, Arkenuban mindössze egy van, de még az Uveinat hegységben is csak három állandóan hozzáférhető vízlelőhely ismert. Története folyamán vizes és száraz periódusok váltották egymást. A legutolsó vizes periódus kb. 6000 éve ért véget. Az akkori lakosság nyomai sziklarajzok és sziklavésetek, cseréptöredékek és kőszerszámok formájában ma is fellelhetők.
A világ legszárazabb helyeinek egyike. Sok területén, főleg a Gilf Kebir keleti oldalán évtizedeken át nem esik eső, de még a magasabban fekvő vidékein is gyakran 5-10 év telik el anélkül, hogy csapadék hullana.

## Feltárása
Végleges feltárása csak az 1930-as években történt meg, ebben jelentős szerepet játszott Almásy László is. Részletes kutatása ma is folyamatban van.
Az utolsó „fehér folt” volt Afrika térképén.

## Gazdasága
Líbiai részén kőolaj- és több száz méter mélyről származó víz kitermelése folyik.

## Főbb oázisok
Líbiában:
- Kufra
- Murzuk

Egyiptomban:
- Szíva
- Baharijja
- Faráfra
- Dakhla
- Kharga